# Richard B. Spencer
Richard Bertrand Spencer (Boston, 1978) é um neonazista americano. Um dos maiores defensores da supremacia branca nos Estados Unidos.

## Visões

### Etnonacionalismo
Spencer acredita no orgulho branco e na unificação de uma "raça branca" pan-europeia em um "império racial em potencial" semelhante ao Império Romano. Em entrevista à CNN, foi criticado por uma aparente inconsistência ou falta de clareza na sua definição de branco, com seu entrevistador dizendo que Spencer definiu sírios como brancos no contexto do desenvolvimento do iPhone de Steve Jobs, mas os descreveu como uma presença não-branca na Europa no contexto da crise de refugiados sírios.

### Religião
Spencer é ateu.

### Alt-right
Specer é frequentemente associado ao movimento alt-right, sendo considerado o seu fundador.